# HaFraBa
HaFraBa e. V. (skrót od niem. Verein zur Vorbereitung der Autostraße Hansestädte–Frankfurt–Basel) – skrótowe oznaczenie „Związku dla przygotowania autostrady Miasta Hanzy – Frankfurt – Bazylea”. HaFraBa stało się pierwszym dużym projektem autostradowym w Niemczech.
Związek został założony przez drogowe przedsiębiorstwa budowlane 6 listopada 1926 roku jako  Związek budowy trasy dla szybkiego ruchu samochodowego z Hamburga przez Frankfurt nad Menem do Bazylei. Jego projekty zakładały połączenie autostradowe z Hamburga przez Kassel i Frankfurt nad Menem do Bazylei (i potem dalej przez Szwajcarię do Genui). Zaplanowana wówczas trasa pokrywa się w zasadzie w swoim przebiegu z dzisiejszą A5 i północną częścią A7.
31 maja 1928 roku nazwę związku zmieniono na „Związek dla przygotowania autostrady Miasta Hanzy – Frankfurt – Bazylea” między innymi po to, aby powiązać wzajemnie planem miasta hanzeatyckie Bremy i Lubekę – przy tym pozostawiono pasujący jednocześnie skrót HaFraBa.
Gdy państwowe przedsiębiorstwa użyteczności publicznej nie uznały konieczności projektu, pomyślano o finansowaniu inwestycji poprzez system poboru opłat. Szczegółowe wyliczenia postulowały następujące ceny:
- samochód z kierowcą: 2 fenigi/kilometr
- każda następna osoba: 1 fenig/kilometr
- samochód ciężarowy: 2 fenigi/kilometr
- ładunek: 0,5 feniga/tonę/kilometr

Projekt ten spotkał się jednak z odrzuceniem ze strony narodowych socjalistów. Po przejęciu władzy przez Hitlera plany zostały również częściowo przejęte, a nazwę związku zmieniono na „Towarzystwo dla przygotowania autostrad Rzeszy”.